# 小行星4151
小行星4151（4151 Alanhale）是一颗绕太阳运转的小行星，为主小行星带小行星。该小行星于1985年4月24日发现。

## 轨道参数
小行星4151的轨道半长轴为3.1510445 UA，离心率为0.139。